# Ischiopsopha emarginata
Ischiopsopha emarginata är en skalbaggsart som beskrevs av Conrad Ritsema 1879. Ischiopsopha emarginata ingår i släktet Ischiopsopha och familjen Cetoniidae. Inga underarter finns listade i Catalogue of Life.